# Dom van Graz
De Dom van Graz (Duits: Grazer Dom), ook bekend onder de naam Domkerk Sint-Egidius (Dom St. Ägidius), is de kathedrale kerk in de Oostenrijkse plaats Graz van het katholieke bisdom Graz-Seckau. De kerk werd in de jaren 1438-1462 gebouwd door Frederik III in gotische stijl. In de onmiddellijke nabijheid van de dom bevindt zich het mausoleum van keizer Ferdinand II.

## Geschiedenis
Een eerste aan de heilige Egidius gewijde kerk bevond zich uiterlijk vanaf de 12e eeuw op dezelfde plaats waarvan verder niets bewaard bleef. Toen keizer Frederik III met de bouw van de burcht in Graz begon, werd ook met nieuwbouw van de kerk begonnen. Zoals bij alle onder Frederik III gebouwde bouwwerken bevinden zich ook in de domkerk de inschriften AEIOU met de ingegraveerde of geschilderde jaartallen: zo is het jaartal 1438 in de sacristie te vinden, 1450 in het koorgewelf, 1456 aan het westelijk portaal en 1464 in de gewelffresco's. 
Het kerkgebouw werd in 1577 werd de kerk overgedragen aan de Jezuïeten. De Jezuïeten bouwden in 1615 een nieuwe sacristie en tussen 1617 en 1667 werden er in totaal vier nieuwe kapellen opgericht: de Pestkapel, de Mater Dolorosakapel, de Frans Xaveriuskapel en de Kruiskapel. Onder de kerk werd in 1678 een grafkelder gebouwd, waarvan de toegang in 1783 echter weer werd dichtgemetseld. De kerk kreeg a de ontbinding van de Jezuïetenorde vanaf 1786 een kathedrale status. In 1831 werd de verbindingsgang naar het Jezuïetencollege gesloopt, gevolgd door de afbraak van de twee verdiepingen tellende verbinding met de burcht in de jaren 1853-1854. 
Bij een omvangrijke herinrichting in de jaren 1962-1963 van het interieur naar een ontwerp van Karl Raimund Lorenz werden o.a. een volksaltaar geplaatst en het smeedijzeren hek tussen het schip en koor verwijderd.
Nadat een aanpassing van de in de dom bestaande grafkelder onder de Mariakapel en de Kruiskapel, werden in 2010 de in het mausoleum van keizer Ferdinand II bijgezette bisschoppen overgebracht naar de nieuwe grafkelder voor de bisschoppen van Graz-Seckau in de dom.

## Architectuur

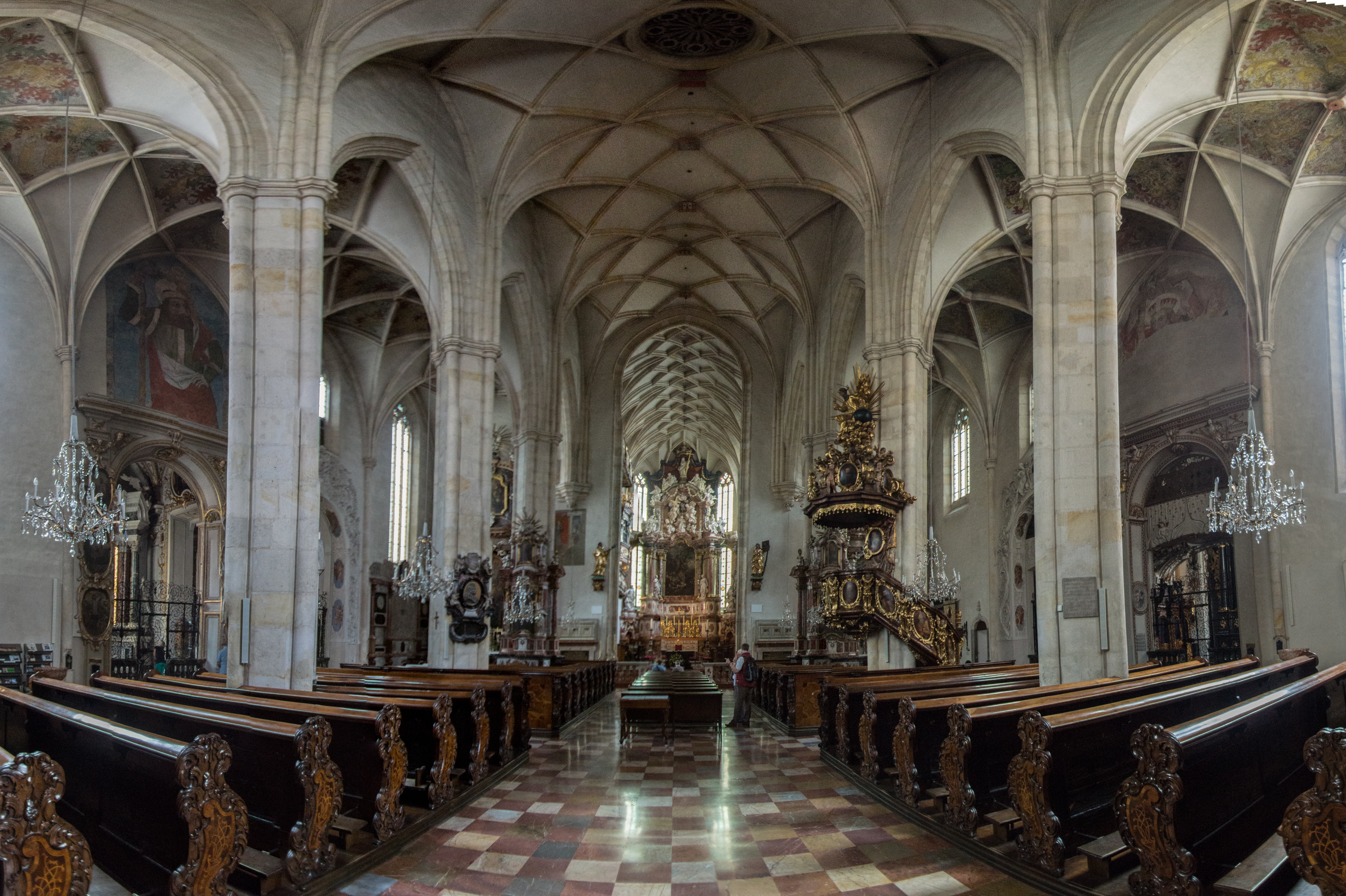
Interieur

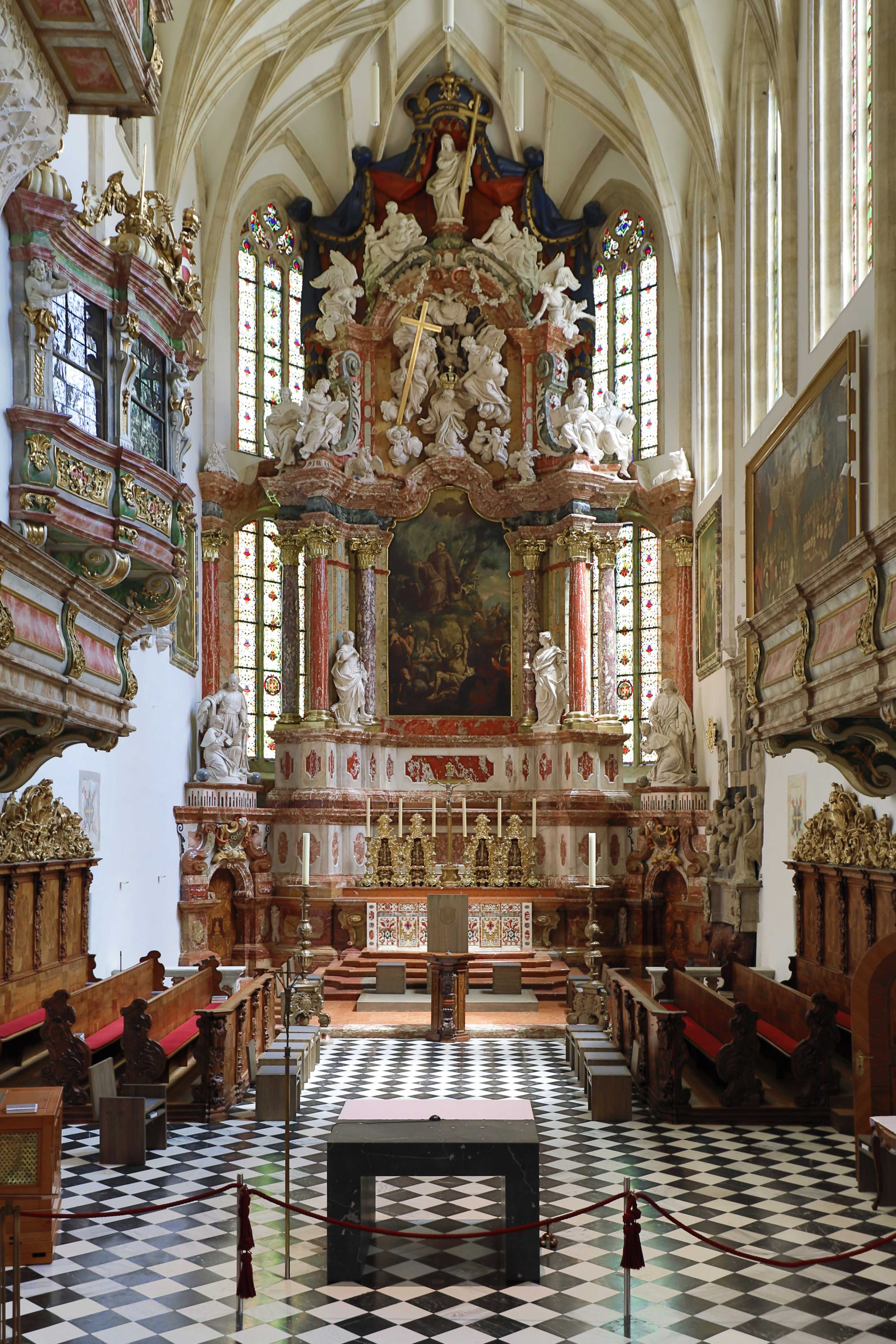
Hoogaltaar

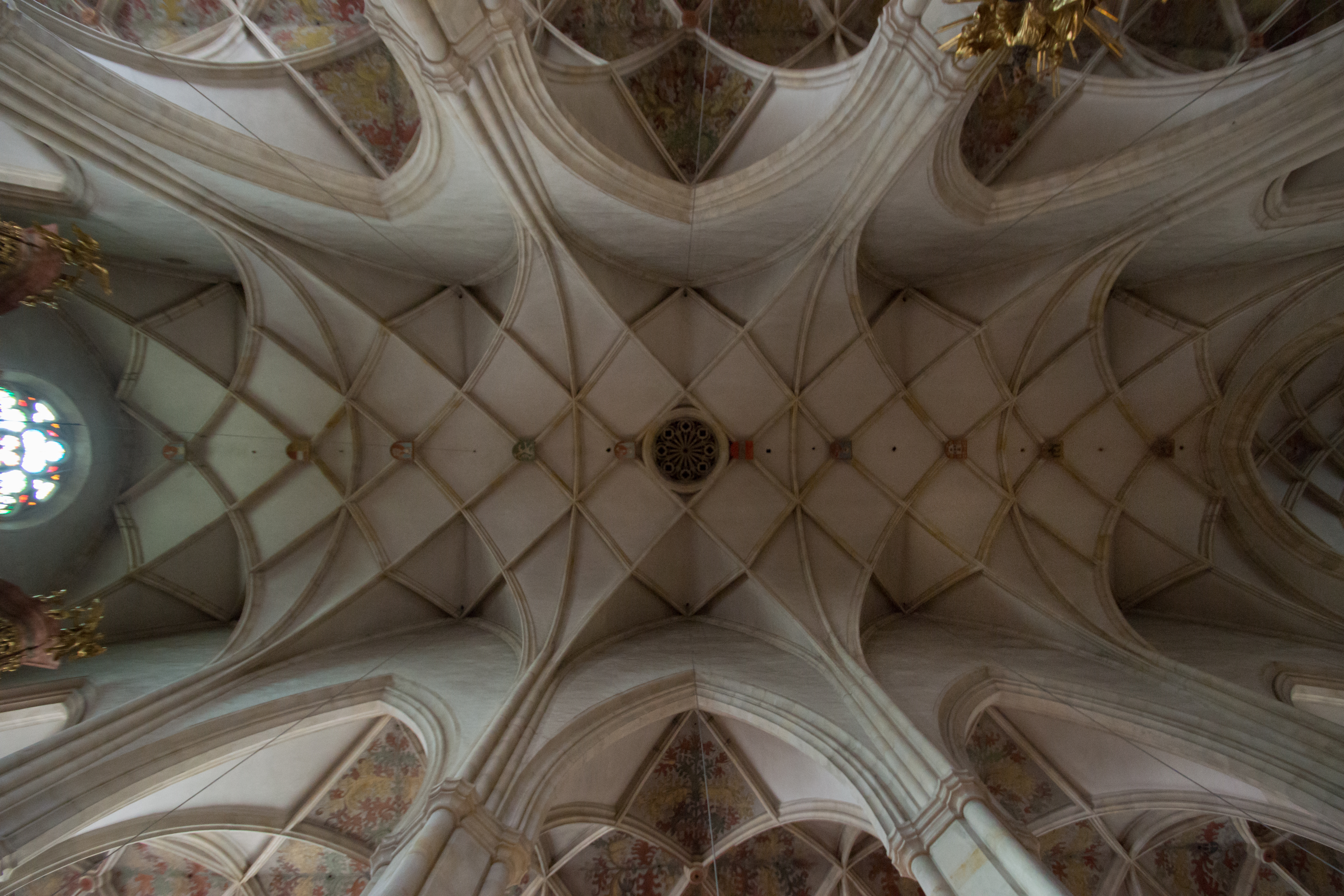
Gewelven

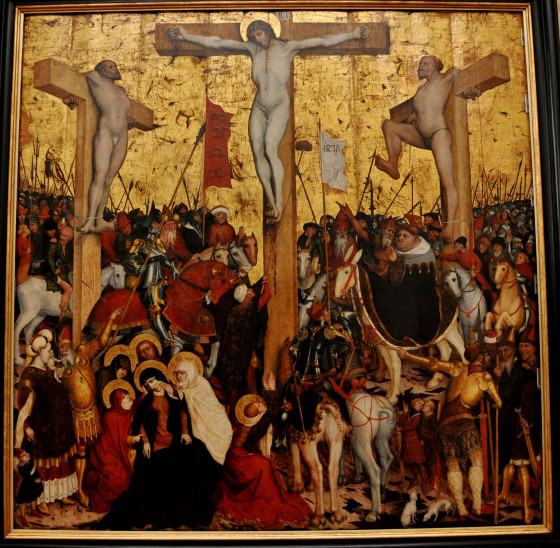
Kruisiging in het Gedrang

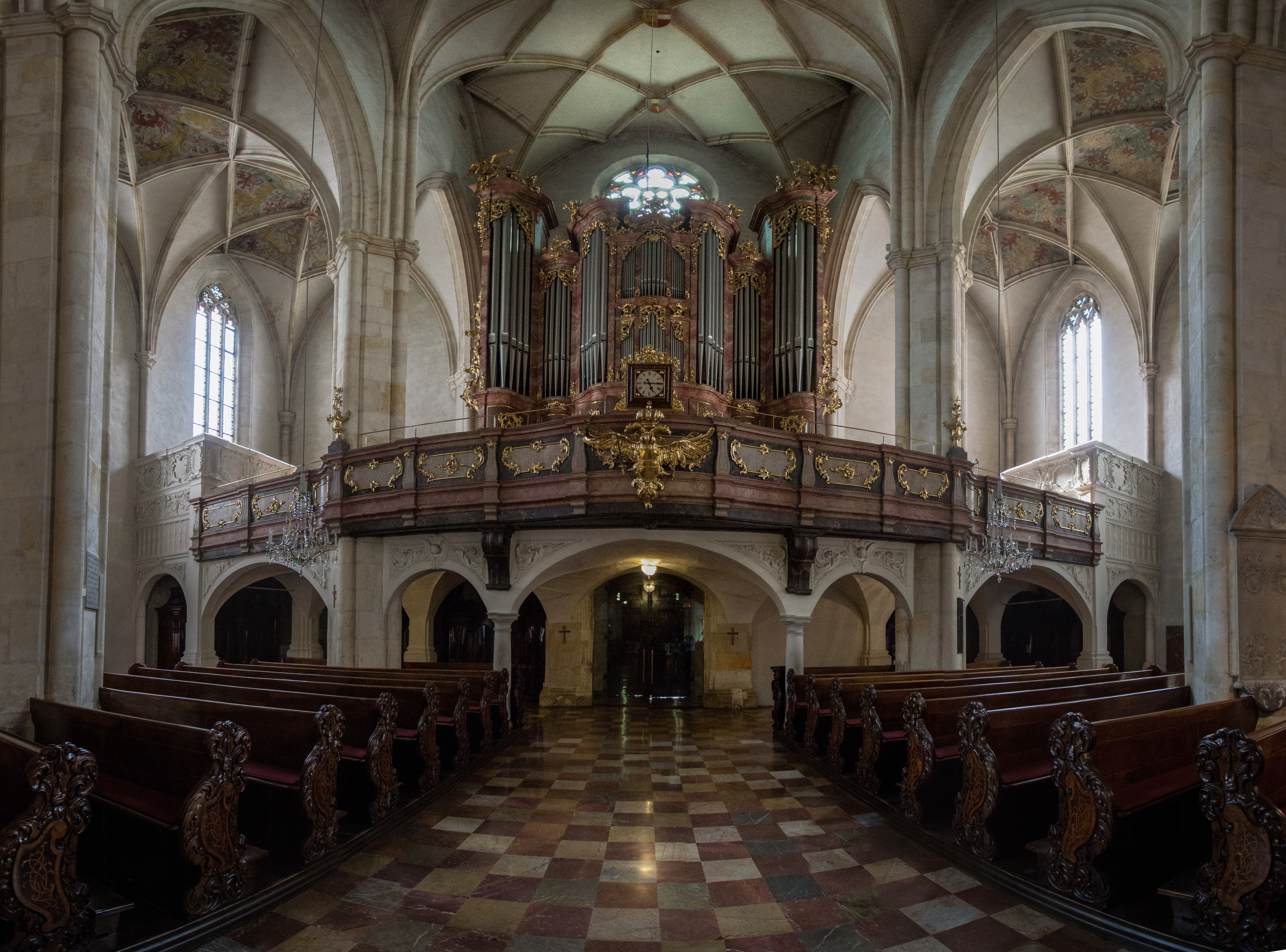
Orgelgalerij

Oorspronkelijk waren de muren van de kerk beschilderd, maar tegenwoordig zijn ze afgezien van enkele resten van fresco's grotendeels wit. Het bekendste is het fresco dat aan Thomas von Villach wordt toegeschreven en zich aan de zuidelijk kant van het kerkschip bevindt. Het fresco heeft betrekking op het rampjaar 1480, waarin Graz drie plagen kreeg te verduren: de pest, oorlog en sprinkhanen.
De zijdelings toegevoegde kapellen en de beide dakruiters stammen niet uit de bouwtijd, maar werden later toegevoegd.
Aan de buitenmuren bevinden zich talrijke ingemetselde grafstenen van de 16e tot de 20e eeuw. 
Het rijk versierde westelijke portaal staat nog overduidelijk in de traditie van de gotische bouwkunst. De consoles met engelen en baldakijnen zijn nog origineel, de beelden van Maria, Jozef, Johannes de Doper en de heilige Leopold zijn 19e-eeuws. Boven de spitsboog zijn de wapenschilden van de dubbelkoppige rijksadelaar, het Oostenrijkse balkenschild en de wapens van Portugal en Stiermarken te zien. Het wapen van Portugal werd ter ere van Eleonora Helena van Portugal, de vrouw van Frederik III, toegevoegd.

## Interieur
Het interieur werd herhaaldelijk veranderd, o.a. door de inbouw van zijkapellen en een barokke orgelgalerij. Desondanks is het aan te zien dat het om een hallenkerk gaat, een bouwtype dat veelvuldig voorkwam in de late gotiek. Het kerkschip van de dom wordt door acht pijlers in drie schepen verdeeld. Achter de hoge triomfboog sluit zich het langgestrekte priesterkoor aan. Oorspronkelijk bezat de domkerk een doksaal. Van de laatgotische fresco's uit 1464 bleven een voorstelling van Sint-Christoffel boven de zijingang en de opnieuw blootgelegde florale decoraties in de gewelven van de zijschepen bewaard. 
In de vroegere gotische sacristie, de huidige Barbarakapel, in de noordzijde van de dom zijn de beide sluitstenen versierd met de heilige Veronica met het zweetdoek en een engel met het Oostenrijkse wapenschild. Ook de sluitstenen in het hoofdschip tonen niet alleen religieuze maar ook wereldse voorstellingen, zoals keizerlijke wapens en wapens van de financierders van de bouw. Boven de Barbarakapel bevinden zich nog twee oratoria. Op de eerste verdieping ligt de Frederikskapel, vernoemd naar keizer Frederik III en daarboven de in renaissance stijl uitgevoerde Romualdkapel. Deze kapellen stonden vroeger via een brug met de burcht van Graz in verbinding.
In de jaren 1577-1773 werden door de Jezuïeten talrijke verbouwingen uitgevoerd. Zo werd de dakruiter met de barokke afsluiting gebouwd en een verbindingsgang van de dom naar het tegenoverliggende college gebouwd (in 1831 afgebroken) en talrijke kapellen en een nieuwe sacristie aan het kerkgebouw toegevoegd. Het gotische doksaal werd gesloopt, zodat de kerkgangers overeenkomstig de uitkomsten van het Concilie van Trente een vrije blik op het hoogaltaar werd gegund. Ook het grootste deel van het prachtige kerkmeubilair stamt uit deze periode. 
Het barokke hoogaltaar verving een circa 100 jaar oud renaissance hoogaltaar en werd in de jaren 1730-1733 gebouwd. Het centrale schilderij van de schilder Franz Ignaz Flurer toont de heilige Egidius. De beeldengroep daarboven stelt de Kroning van Maria voor.
De zijaltaren werden na de afbraak van het doksaal omstreeks 1618 gebouwd en in 1766 door Veit Königer vernieuwd. De altaarschilderijen van de hofschilder Giovanni Pietro bleven behouden. Het noordelijke zijaltaar toont Maria met de Engel, het zuidelijke de heilige Ignatius van Loyola, de stichter van de orde. De herbeleving van de heiligenverering, die ernstig had geleden onder de reformatie, werd door de Jezuïeten bijzonder bevorderd. Net als bij de Romeinse Il Gesù werden ook hier de zijmuren doorgebroken om kapellen aan te bouwen.
Ook de kansel uit 1710 naar een ontwerp van de Jezuïet Georg Lindemayr, de kerkbanken, de biechtstoelen, het koorgestoelte, kandelaren en klokken vertegenwoordigen de barokke stijl en dateren nog grotendeels uit de tijd van de Jezuïeten.
Na de opheffing van de Jezuïetenorde in 1773 werd de kerk in 1786 tot zetelkerk van het bisdom Graz-Seckau verheven. In tegenstelling tot de Jezuïeten liet het domkapittel de bouw grotendeels in de vorm zoals die was het werd overgenomen. Het verbod van Jozef II op kerkhoven in de binnensteden leidde in 1830 tot de ruiming van het kerkhof en samen met de muur eromheen werd in de jaren 1853-1854 de ook nutteloos geworden overgang naar het jezuïetencollege gesloopt. In de jaren 1853-1854 viel ook de brug van de kerk naar de burcht aan de afbraak ten prooi. waardoor de kerk nu geheel vrij kwam te staan.

## Reliekschrijnen
Tot de kostbaarste voorwerpen van de dom behoren de beide reliekschrijnen, die elk op een marmeren sokkel aan een kant van de triomfboog staan opgesteld. Oorspronkelijk betroffen de schrijnen bruidskisten, die Paola Gonzaga als bruidsschat uit Mantua naar het Slot Bruck bij Lienz voor haar huwelijk met graaf Leonhard von Görz meenam. Na de dood van het kinderloze echtpaar kwamen de kisten in het bezit van het stift Millstatt. Aartshertog Ferdinand schonk de kisten in 1598 als financiële basis voor de stichting van de Universiteit van Graz door de Jezuïeten. Toen in 1617 paus Paulus V aan de dom relikwieën schonk, lieten de Jezuïeten de beide kisten uit Millstatt halen. Op de eikenhouten kisten zijn steeds drie reliëfs te zien, die uit been en ivoor in de stijl van de vroege Italiaanse renaissance werden vervaardigd. Voorgesteld zijn zes triomfwagens volgens het werk I Trifoni van Francesco Petrarca. Vermoedelijk werden ze gemaakt door Andrea Mantegna, die aan het hof van Mantua werkte.

## Kruisiging in het Gedrang
Uit de tijd van keizer Frederik bleef slechts één kunstwerk bewaard: het rond 1457 door Conrad Laib gemaakte schilderij van de Kruisiging. Het heeft vroeger dienstgedaan als altaarschilderij van het Kruisaltaar in het doksaal. Wegens het grote aantal personen wordt het werk "Kruisiging in het Gedrang" (Kreuzigung im Gedräng) genoemd.
Met de goudkleurige achtergrond staat het schilderij nog geheel in de traditie van de gotische schilderkunst, maar de realistische figuren wijzen op de renaissance. Het schilderij behoort tot de belangrijkste gotische schilderijen van Oostenrijk en staat tegenwoordig in de Frederikskapel opgesteld.

## Orgel
Het huidige domorgel werd in 1978 op de uit 1687 stammende barokke galerij door de orgelbouwfirma Klais gebouwd. Het orgel bezit 70 registers verdeeld over vier manualen. Het heeft mechanische speeltracturen en elektrische registertracturen. In 1998 werd het met een trompettenwerk met drie registers uitgebreid. In de zomer vinden er op zondagen regelmatig orgelconcerten plaats.